# Aaron Marc Stein
Aaron Marc Stein (* 15. November 1906; † 29. August 1985) war ein US-amerikanischer Autor, der zahlreiche Kriminalromane verfasste.

## Werk
Stein arbeitete zunächst als Journalist, Kritiker und Herausgeber New Yorker Zeitungen, bevor er zum Kriminalroman fand. Er schrieb zunächst die mit der Technik des inneren Monologs experimentierenden Romane Sprials (1930) und er Body Speaks (1931) sowie einen Unterhaltungsroman (Bachelor's Wife. 1932). Zwar hatten die beiden ersten Romane Erfolg bei der Literaturkritik, jedoch nicht beim Publikum. Stein wandte sich darauf dem Genre des Detektivromans zu; 1935 veröffentlichte er unter dem Pseudonym George Bagby den Roman Murder at the Piano.
Seine bekannteste Figur ist der New Yorker Inspektor Schmitty, über die er unter dem Pseudonym George Bagby über 50 Romane verfasste. Weitere Reihen entstanden um die forensisch-archäologischen Ermittler Tim Mulligan und Elsie Mae Hunt und den Ingenieur Matt Herridge. Aus der Herridge-Reihe stammt Sitting Up Dead, der in der Fernsehserie 77 Sunset Strip unter dem Titel  A Bargain in Tombs eine freie Verfilmung erfuhr.
1979 erhielt Stein den Edgar Award.

## Bibliografie

### Als Aaron Marc Stein
Tim Mulligan Serie 
- 1940 Sun is a Witness
- 1941 Up to no Good
- 1942 Only the Guilty
- 1946 And High Water
- 1947 We Saw Him Die
- 1947 Death Takes a Paying Guest
- 1948 The Cradle & the Grave
- 1949 Days of Misfortune
- 1949 Second Burial
- 1950 Three with Blood
- 1950 Frightened Amazon
- 1951 Shot Me Dacent
- 1952 Mask for Murder
- 1952 Dead Thing in the Pool
- 1953 Death Meets 400 Rabbits
- 1955 Moonmilk and Murder

 Matt Erridge Serie 
- 1958 Sitting up Dead
- 1959 Never Need an Enemy
- 1962 Home and Murder
- 1964 Blood on the Stars, dt. 'Es geschah in Acapulco', Übers. Norbert Wölfl, Goldmann Verlag 1964
- 1966 I Fear the Greeks aka Executioner's Rest, dt. 'Und immer so hilfsbereit', Übers. Helmut Anders, Scherz Verlag 1970
- 1968 Snare Andalucian
- 1968 Deadly Delight
- 1969 Kill is a Four Letter Word
- 1971 Alp Murder
- 1974 The Finger
- 1976 Coffin Country, dt. 'Reise nie inkognito', Übers. Christine Frauendorf, Goldmann 1977
- 1976 Lend me your Ears, dt. 'Päckchen aus Sizilien', Übers. Fried Holm, Goldmann 1978
- 1978 Chill Factor, dt. 'Kälte Faktor', Übers. Walter Brumm, Goldmann 1979
- 1978 Body Search
- 1978 Nowhere?, dt. 'Unterwegs in den Tod', Übers. Renate Meyer, Goldmann 1979
- 1979 One Dip Dead
- 1979 Rolling Heads, dt. 'Auftrag mit heißen Kurven', Übers. Mechthild Sandberg, Goldmann 1980
- 1980 Cheating Butcher
- 1981 Body for a Buddy
- 1981 Nose For It, dt. 'Kalt wie eine Hundeschnauze', Übers. Tony Westermayr, Goldmann 1983
- 1982 Hangman's Row, dt. 'Matt in Amsterdam', Übers. Friedrich A. Hofschuster, Scherz 1984
- 1983 Bombing Run
- 1984 Garbage Collector

 Sonstige Romane 
- 1930 Spirals
- 1941 Here Comes the Corpse
- 1968 Faces of Death
- 1973 Lock and Key, dt. 'Aus Mangel an Gelegenheit', Übers. Norbert Wölfl, Goldmann 1974

### Als Hampton Stone
Jeremiah X. „Gibby“ Gibson Serie 
- 1948 The Corpse in the Corner Saloon, dt. 'Viel Gift und böse Worte', Übers. Rolf Schmitz, Bastei Lübbe 1972
- 1949 The Girl with the Hole in her Head
- 1950 The Needle that wouldn't Hold Still
- 1951 The Murder that wouldn't Stay Solved, dt. 'Das Mordhotel', Übers. Rolf Schmitz, Bastei Lübbe 1972
- 1952 The Corpse that Refused to Stay Dead, dt. 'Eine kleine Mordmusik', Übers. Heinz Nagel, Bastei Lübbe 1972
- 1953 The Corpse who had Too Many Friends, dt. 'Nicht so lustig wie sonst', Übers. Heinz Nagel, Bastei Lübbe 1972
- 1955 The Man who had Too Much to Lose
- 1956 The Strangler who couldn't Let Go, dt. 'Auf die lautlose Tour', Übers. Heinz Nagel, Bastei Lübbe 1972
  - auch als 'Tod am Ententeich', Übers. Marianne Bechhaus-Gerst & Thomas Gerst, DuMont Buchverlag 1987
- 1957 The Girl who Kept Knocking them Dead, dt. 'So schön und so tot', Übers. Heinz Nagel, Bastei Lübbe 1972
- 1959 The Man who was Three Jumps Ahead, dt. 'Es ging alles viel zu glatt', Übers. Rolf Schmitz, Bastei Lübbe 1972
- 1961 The Man who Looked Death in the Eye, dt. 'Heißgeliebt und kaltgemacht', Übers. Rolf Schmitz, Bastei Lübbe 1972
- 1962 The Babe with the Twistable Arm, dt. 'Das Mädchen, das nicht nein sagen konnte', Übers. Elisabeth Simon, Rowohlt Verlag 1965
- 1964 The Real Serendipitous Kill, dt. 'Happening mit Mord im Sinn', Übers. Heinz Nagel, Bastei Lübbe 1972
- 1966 The Kid was Last Seen Hanging Ten, dt. 'Ein viel zu munterer Knabe', Übers. Rolf Schmitz, Bastei Lübbe 1972
- 1967 The Funniest Killer in Town, dt. 'Ein Gramm Gehirn zuviel', Übers. Rolf Schmitz, Bastei Lübbe 1972
- 1968 The Corpse was no Bargain at All, dt. 'Das Alibi des Liebespärchens', Übers. Rolf Schmitz, Bastei Lübbe 1972
- 1970 The Swinger who Swung by the Neck
- 1972 The Kid who Came Home with a Corpse

### Als George Bagby
siehe Schmitty